# Hador de Gondor
En el universo imaginario de J. R. R. Tolkien y en los apéndices de la novela El Señor de los Anillos, Hador fue el séptimo Senescal Regente del reino de Gondor. Nacido en el año 2245 de la Tercera Edad del Sol, es el hijo que Túrin I tuvo con su segunda esposa. Al igual que su antepasado Edain, su nombre es Sindarin y puede traducirse como «el de cabeza dorada».
Hador es el sexto senescal que rigió en la época dominada por la Paz Vigilante. Sucedió a su padre en el año 2278 T. E. y gobernó Gondor por 117 años. Murió en el año 2395 T. E. 
Fue el último dúnadan de la casa de Húrin que, según los registros, alcanzó una edad tan avanzada, 150 años. A partir de él las edades disminuyeron, mientras disminuía la sangre númenóreana. Fue sucedido por su hijo Barahir